# Crevenicu (gmina)
Crevenicu – gmina w Rumunii, w okręgu Teleorman. Obejmuje miejscowości Crevenicu i Rădulești. W 2011 roku liczyła 1564 mieszkańców. 